# Lista de submarinos de maior sucesso da Kriegsmarine na Segunda Guerra Mundial
A força de submarinos da Marinha da Alemanha na Segunda Guerra Mundial, foi de fundamental importância para a formulação da estratégia naval durante o conflito. Com um alto poder de destruição, os submarinos conhecidos como U-Boot afundaram uma quantidade significativa de navios mercantes diminuindo o fluxo de provisões e material bélico destinado a Inglaterra e seus aliados.

## U-boots
Nesta lista são apresentadas as 20 embarcações de maior sucesso da Kriegsmarine em número de navios afundados e danificados.
| U-48  | 13 | 51 | 306 875 | 3 | 20 480 |  |  |
| U-103 | 11 | 45 | 237 596 | 3 | 28 158 |  |  |
| U-123 | 12 | 42 | 219 924 | 6 | 53 568 |  |  |
| U-124 | 11 | 46 | 219 862 | 4 | 30 067 |  |  |
| U-107 | 14 | 37 | 207 375 | 4 | 25 638 |  |  |
| U-37  | 11 | 53 | 200 124 | 1 | 9 494  |  |  |
| U-66  | 9  | 33 | 200 021 | 4 | 22 738 |  |  |
| U-99  | 8  | 35 | 198 218 | 6 | 40 101 |  |  |
| U-68  | 10 | 32 | 197 453 | 0 | 0      |  |  |
| U-38  | 11 | 35 | 188 967 | 1 | 3 670  |  |  |
| U-96  | 11 | 27 | 181 206 | 5 | 41 931 |  |  |
| U-552 | 15 | 30 | 163 756 | 3 | 26 910 |  |  |
| U-47  | 10 | 30 | 162 769 | 8 | 62 751 |  |  |
| U-160 | 5  | 26 | 156 082 | 5 | 34 419 |  |  |
| U-172 | 6  | 26 | 152 080 | 0 | 0      |  |  |
| U-129 | 10 | 29 | 143 748 | 0 | 0      |  |  |
| U-94  | 10 | 26 | 141 852 | 1 | 8 022  |  |  |
| U-181 | 4  | 27 | 138 779 | 0 | 0      |  |  |
| U-106 | 10 | 22 | 138 581 | 4 | 51 980 |  |  |
| U-100 | 6  | 25 | 135 614 | 5 | 19 434 |  |  |

(*) Não considerados os navios de guerra afundados.